# 克利堅卡
49°46′33″N 28°21′5″E / 49.77583°N 28.35139°E
克利堅卡（烏克蘭語：Клітенка），是烏克蘭的村落，位於該國西南部文尼察州，由赫梅利尼克區負責管轄，面積1.2平方公里，海拔高度290米，2001年人口352，人口密度每平方公里293.33人。